# Fernando Beltrán
Fernando Beltrán (Oviedo, 1956) es un poeta y nombrador español.

## Biografía
Hijo del abogado y ajedrecista Fernando Beltrán Rojo y de Natividad Fernández Mercader. A los ocho años sus padres se trasladaron a Madrid, ciudad en la que reside desde entonces.
Cursó sus primeras letras en Oviedo, donde residía la familia. En 1964, el padre es trasladado a Madrid, donde completa su formación y descubre su vocación de poeta y escritor. Frecuenta varias tertulias literarias, y ejerce distintos trabajos hasta crear el estudio creativo El Nombre de las Cosas.
En 1982, obtuvo con Aquelarre en Madrid el accésit del Premio Adonáis. Considerado por la crítica un texto de culto por su fuerte personalidad expresiva, el poemario plasma un viaje fundacional del autor por la ciudad de Madrid, deambulando por sus calles como un "flâneur", a lo largo de once días y noches de noviembre del año 1980, y ha sido reeditado en numerosas ocasiones. La ciudad del poemario es nocturna y etílica, como señala Sergio García en la revista Poética. Se considera un referente generacional del movimiento llamado La Movida. El premio alivió al poeta, dado el oscuro momento vital que atravesaba.
Su poética quedó definida en los manifiestos Perdimos la palabra (El País, 1987) y Hacia una poesía entrometida (Leer, 1989). Con anterioridad el poeta fue uno de los fundadores del Sensismo, movimiento que supuso una ruptura generacional con las corrientes estéticas culturalistas de los años setenta. Sensismo se creó en octubre de 1980, en las tertulias mantenidas en el Café Gijón por F.B con Miguel Galanes y Vicente Presa, reivindicando una "poesía más realista, rechazando la poética veneciana" y queriendo recuperar "la proximidad de la calle", como aseguran los críticos Ángel Luis Prieto de Paula y Mar Lanza Pizarro.
A lo largo de los años, ha publicado más de veinte poemarios, entre los que destacan El Gallo de Bagdad, Amor Ciego, La Semana Fantástica, El Corazón renace, Sólo el que ama está sólo y Hotel Vivir, y otras obras de creación entre las que cabe mencionar sus colaboraciones con el artista plástico mallorquín Pep Carrió, así como su labor como traductor de Robert L. Stevenson y del poeta y músico canadiense Leonard Cohen, en cuyos poemas y letras está basado el espectáculo 'Travelling Blind' (Viajar a Ciegas) interpretado por el propio Fernando Beltrán y el poeta escocés Niall Binns, y estrenado entre otras salas en el Centro Niemeyer de Avilés y en la Universidad de Oviedo con la presencia el propio Cohen. 
También ha sido llevado al teatro su poemario en prosa Mujeres Encontradas, con versión dramática del grupo La Confluencia y estrenado en el Centro Conde Duque de Madrid y en varias capitales andaluzas. 
Su obra ha sido traducida parcialmente a más de quince idiomas y de forma completa al francés en L’Homme de la Rue (L’Harmattan. Creador del Aula de las Metáforas, una biblioteca poética a la que el autor donó tres mil quinientos ejemplares, y que se encuentra ubicada en la Casa de Cultura de Grado (Asturias). Fernando Beltrán preside actualmente la Fundación Aula de las Metáforas.
Director de la revista poética El hombre de la calle y profesor del Instituto Europeo de Diseño, de la Escuela Superior de Arquitectura y de la Fundación Contemporánea de Madrid, es fundador del estudio creativo El nombre de las Cosas, ha recibido en dos ocasiones el Premio de la Crítica y varios galardones entre los que destaca la Medalla de Oro del Foro Europeo y el Premio de las Letras de Asturias.
Dentro de la poesía española contemporánea, no se le puede adscribir a una corriente poética concreta, pero al mismo tiempo, es incluido por la crítica en varias de ellas. Esta aparente contradicción se explica por la riqueza de matices de su poesía, que presenta las siguientes características:
a) Poesía desde la experiencia. Como el autor ha señalado en varias ocasiones, y aparece reflejado en la introducción escrita por Leopoldo Sánchez Torre para la antología El hombre de la calle, la poesía de Fernando Beltrán tiene como punto de partida la experiencia del autor. Pero la experiencia personal nunca es el fin del poema, sino tan sólo su principio, su punto de partida. El poeta redacta su poesía sin saber su dirección final y dejando que sea el propio poema y su capacidad de vuelo e imaginación quien transforme en texto poético autónomo la experiencia vital del poeta: "Hay que salir siempre del poema de una forma distinta a como entraste en él".
b) Poesía social o entrometida. En la poesía de Fernando Beltrán, el hombre no es sólo un individuo sino que también forma parte de la colectividad. Es lo que el poeta denomina el hombre de la calle, con todas las circunstancias que le rodean, en especial en su entorno urbano. El sujeto poético sabe que tiene la partida perdida pero no se rinde y se descara y se rebela en un continuo inconformismo y rebeldía que denuncia y habla con libertad.
c) Elementos de Irracionalismo y Surrealismo. El poeta parte de una experiencia cotidiana, pero dicha experiencia puede no sólo transcender la experiencia diaria sino transcender la racionalidad del ser humano y su entorno, a través tanto de imágenes surrealistas como de elementos que lo acercan en ocasiones al irracionalismo. El yo poético se ve transformado por planos del subconsciente que emergen tanto en su conciencia individual como en la colectiva.
d) El amor y el romanticismo. El amor surge como una gran constante en la poesía del poeta, como el verdadero entrometimiento, viaje sin fin / a la mujer poema en cada mujer, inalcanzable en su sentido más becqueriano, amada invencible como reza uno de sus títulos, pero rozada desde las propias experiencias del autor. El poeta transforma la residencia en la tierra en residencia en el cuerpo, verdadero catalizador de su espíritu vital. Como señala el autor, el amor suele ser punto de llegada de sus poemas.

## Premios
- Premio de poesía Francisco de Quevedo (2021), otorgado por el ayuntamiento de Madrid, por "La curación del mundo".[2]
- Premio Asturias de las Letras
- Premio Foro Europeo
- Premio Gràffica
- Premio Francisco de Quevedo

## Poemarios
- Aquelarre en Madrid, Rialp, 1983, accésit Premio Adonáis (segunda edición Ediciones Vitruvio 1998, tercera edición Ediciones Vitruvio 2005).
- Ojos de Agua, El Observatorio, 1985.
- Cerrado por reformas, La Favorita, 1988.
- Gran Vía, Libertarias, 1990.
- El Gallo de Bagdad y otros poemas de guerra, Endymión, 1991.
- Amor ciego, Huerga y Fierro editores, 1995.
- Bar adentro, El Barco Ebrio, 1997. (segunda edición 1998, tercera edición 1999, cuarta edición 2000, todas en Diarios de Helena).
- La semana fantástica, Hiperión, 1996.
- El hombre de la calle, Maillot Amarillo, 2001. Antología.
- Trampas para perder, El Barco Ebrio, 2003.
- L’Homme de la Rue, L’Harmattan, 2004. Antología en francés.
- La amada invencible. 80 poemas incurables, KRK, 2006. Antología de poesía amorosa.
- El corazón no muere, Hiperión, 2006.
- Mujeres encontradas, Sins Entido, 2008.
- Donde nadie me llama, Hiperión, 2011. Obra completa.
- El Nombre de las Cosas, Conecta - Random House Mondadori, 2012. Ensayo.
- Sólo el que ama está solo, Ediciones In Pectore, 2012. Poesía. Ilustraciones Pep Carrió.
- Hotel vivir, Ediciones Hiperión, 2015. Poesía.
- Poemas rebeldes
- Nottingham Monday Edición para amigos. Madrid 2016
- Los Días. Ediciones In Pectore, 2017. Poesía y fotografías de Pep Carrió
- La Vida en ello. Universidad de Valladolid 2017
- La curación del mundo, Ediciones Hiperión, 2020. Poesía.
- Charcos y ballenas,Universidad de Oviedo, 2021. Poesía.
- Charcos La curación del mundo, 2021. Ediciones Hiperión. Poesía.
- Bacon sin Bacon, 2023. Árdora Ediciones.